# Coelomycidium
Coelomycidium är ett släkte av svampar. Coelomycidium ingår i ordningen Blastocladiales, klassen Blastocladiomycetes, divisionen Blastocladiomycota och riket svampar.
|               | Physodermataceae                        |
|               |                                         |
|               | Coelomomycetaceae                       |
|               |                                         |
|               | Blastocladiaceae                        |
|               |                                         |
|               | Catenariaceae                           |
|               |                                         |
|               | Sorochytriaceae                         |
|               |                                         |
| Coelomycidium | \| \| Coelomycidium simulii \| \| \| \| |
|               | \| \| Coelomycidium simulii \| \| \| \| |
|               | Coelomycidium simulii                   |
|               |                                         |

|  | Coelomycidium simulii |
|  |                       |